# Ceratomyxa elegans
Espèce
Ceratomyxa elegans est une espèce de myxozoaires. Elle est présente en mer Méditerranée et en mer d'Argentine. C'est un parasite de poissons-crapauds ou batrachoididés (Batrachoididae).